# Monasterio Mezhyhirya

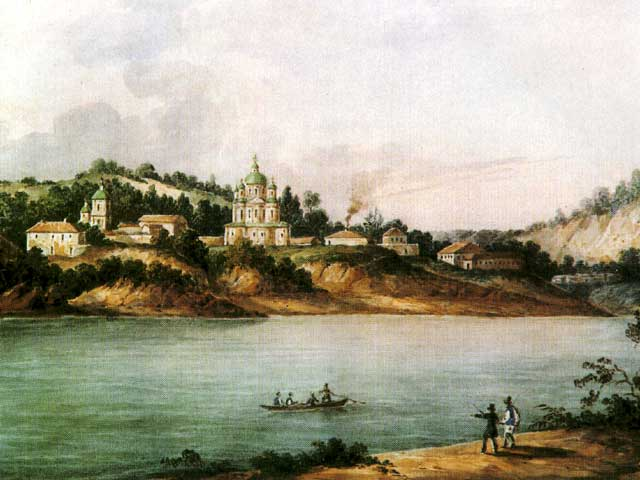
El Monasterio Mezhyhirya, situado en la orilla derecha del Dniéper. Fiódor Sólntsev, 1843.

El Monasterio Mezhyhirya (en ucraniano: Межигірський монастир) fue una residencia Real histórica de la época medieval situada cerca de la ciudad medieval de Výshhorod que en la actualidad se encuentra en el Óblast de Kiev, al norte de Ucrania. Este complejo está situado en el barranco Mezhyhirya, en la margen derecha del río Dniéper.
Fundado en el año 988, el Monasterio Mezhyhirya fue uno de los primeros monasterios establecidos en el estado de los eslavos orientales de la Rus de Kiev. A lo largo de su existencia, fue destruido y luego restaurado en numerosas ocasiones; sin embargo, no se libró de la destrucción por las autoridades soviéticas en 1935. En el momento de su apogeo, el Monasterio Mezhyhirskyi era considerado un centro espiritual de la casa real Rúrikovich y posteriormente de los cosacos.
Como un importante monasterio de los Cosacos de Zaporozhia, el Monasterio Mezhyhirskyi dejó un rico legado tras de sí. El monasterio fue mencionado en uno de los poemas de Tarás Shevchenko, "Chernéts", escrito en 1847, y fue objeto de uno de sus dibujos. Una novela de Nikolái Gógol, Tarás Bulba, publicada en 1835, también menciona el monasterio.

## Historia

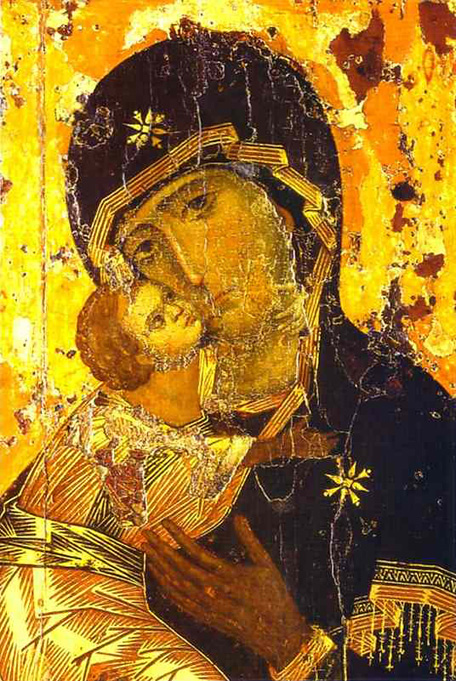
Virgen de Vladímir, uno de los iconos ortodoxos más venerados, fue llevado desde Bizancio a Kiev en 1131. Actualmente se exhibe en la Galería Tretyakov de Moscú.

### Fundación e historia antigua
Según las fuentes analizadas por el bibliotecólogo Yevgeniy Bolkhovitinov del Kiev Pechersk Lavra, el monasterio Mezhyhirskyi fue fundado en el año 988 por el primer arzobispo metropolitano de Kiev, Mijaíl, junto con monjes griegos que vinieron de Bizancio.
En 1154, el príncipe Yuri Dolgoruki del Principado de Vladímir-Suzdal repartió el territorio que rodeaba las tierras del monasterio entre sus hijos. Su hijo Andréi Bogoliubski recibió las tierras que se encontraban más próximas al monasterio, lo que en la actualidad es la ciudad de Výshhorod. Al poco tiempo, mudó el monasterio a su ubicación actual en las colinas del Dnieper, y le dio al monasterio su nombre, "Mezhyhirskyi." Bogolyubski despreció la ciudad de Kiev, y se mudó a Súzdal, hoy en territorio ruso. En su viaje, se llevó consigo al icono de la "Virgen de Vladímir", un regalo del Patriarca Luke Chrysoberges de Constantinopla  a Dolgoruki. El icono es uno de los más venerados en la fe ortodoxa, y se encuentra en la Galería Tretyakov en Moscú.
Durante la invasión mongola de Rusia al mando de Batu Khan en 1237-40, el monasterio fue completamente destruido. Fue nuevamente atacado en 1482, esta vez por los tártaros de Crimea bajo las órdenes de Meñli I Giray. La reconstrucción del monasterio comenzó cuarenta años más tarde. En 1523, el monasterio fue transferido al rey de Polonia y Gran Duque de Lituania Segismundo I. Además, al monasterio se le concedió plena potestad sobre su territorio. En 1555, el complejo comprendía cuatro iglesias y una iglesia excavada en la roca.

### Monasterio cosaco

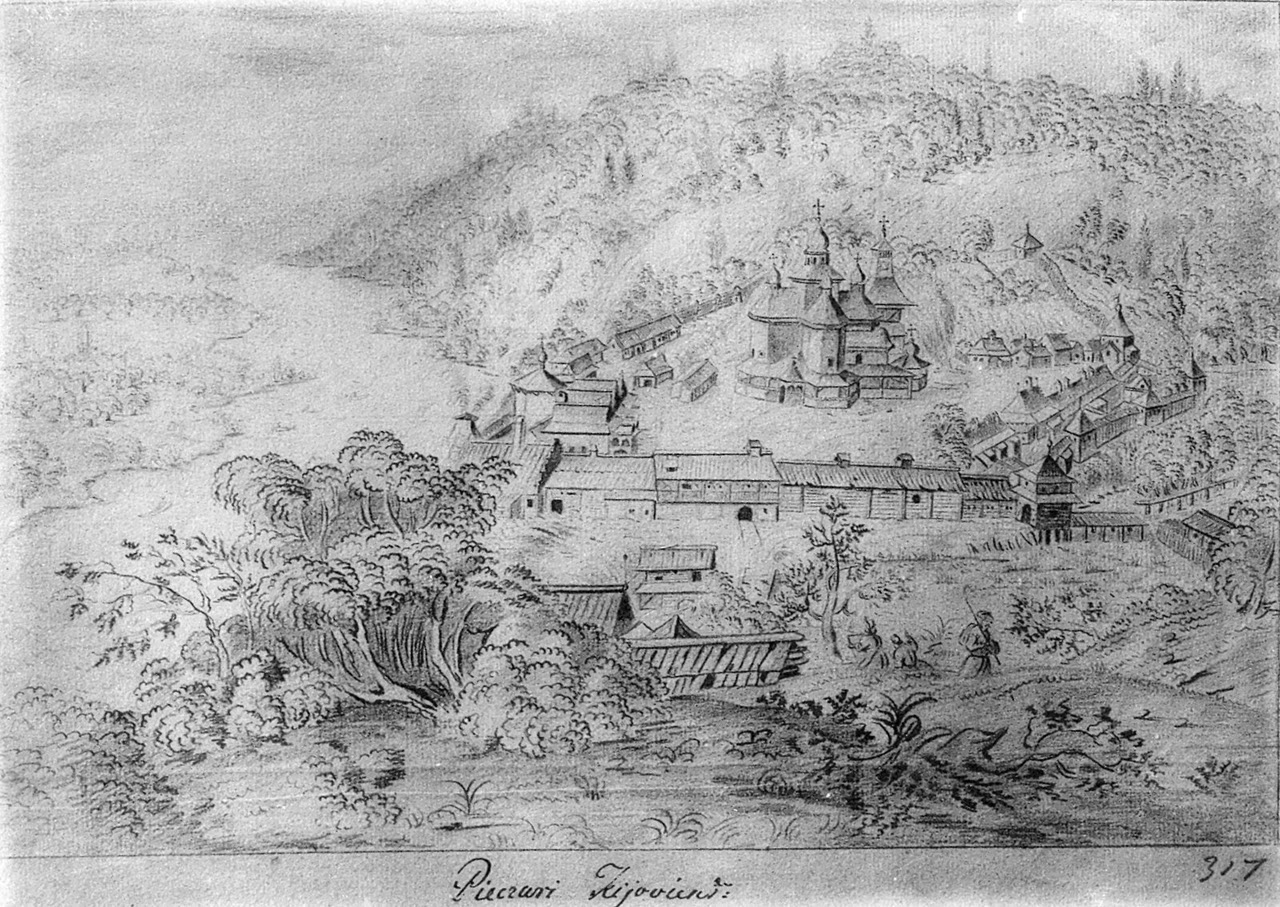
El monasterio Mezhyhirskyi en un dibujo de Abraham van Westerveld durante los años 1650.

A lo largo del siglo XVI, a menudo el monasterio perdió y recobró sus derechos de propietario. El nuevo hegúmeno Afanasiy del monasterio, (un protégé del príncipe Konstanty Wasyl Ostrogski), hizo demoler los edificios antiguos del monasterio, y costeó su reemplazo por otros nuevos. En 1604, la Puerta de la Iglesia de San Pedro y San Pablo fue construida, en 1609 el Refectorio Mykilska, y la Catedral de la Transfiguración en 1609-1611. Bajo su gobierno, el monasterio fue designado el segundo lavra (monasterio cave) de Ucrania.
Luego de su reconstrucción, el monasterio Mezhyhirskyi se convirtió en un centro regional del grupo de Zaporozhia, sirviendo el centro como monasterio militar. En 1610, se le otorgó al monasterio el estatus de monasterio estauropégico (autonomía en la iglesia ortodoxa), bajo el Patriarca de Constantinopla.